# Championnat du Luxembourg de football 1955-1956
Navigation
Saison précédente Saison suivante
La saison 1955-1956 du Championnat du Luxembourg de football était la 42e édition du championnat de première division au Luxembourg. Les douze meilleurs clubs du pays se retrouvent au sein d'une poule unique, la Division Nationale, où ils s'affrontent deux fois, à domicile et à l'extérieur. À l'issue du championnat, les deux derniers du classement sont relégués et remplacés par les deux meilleurs clubs de Division d'Honneur, la deuxième division luxembourgeoise.
Cette saison débouche sur une énorme surprise puisque c'est un club promu de Division d'Honneur, le CA Spora Luxembourg, qui remporte le championnat après avoir terminé en tête du classement. Le Spora devance d'un seul point le tenant du titre, le Stade Dudelange et de 3 points le Progrès Niedercorn. C'est le 10e titre de champion du Luxembourg de l'histoire du Spora, qui devient du même coup le premier club luxembourgeois à prendre part à une compétition européenne, en l'occurrence la Coupe d'Europe des clubs champions. Le Stade Dudelange perd son titre de champion mais remporte néanmoins un trophée après son succès en finale de la Coupe du Luxembourg face au Progrès Niedercorn.

## Les 12 clubs participants
| - Stade Dudelange - National Schifflange - Red Boys Differdange - Racing Rodange - CA Spora Luxembourg - Promu de Division d'Honneur - Red Star Merl-Belair | - AS La Jeunesse d'Esch - Union Luxembourg - Progrès Niedercorn - Fola Esch - Chiers Rodange - Promu de Division d'Honneur - Alliance Dudelange |

## Compétition

### Classement
Le barème utilisé pour établir le classement est le suivant :
- Victoire : 2 points
- Match nul : 1 point
- Défaite : 0 point

| Rang | Équipe                  | Pts | J  | G  | N | P  | Bp | Bc | Diff |
| ---- | ----------------------- | --- | -- | -- | - | -- | -- | -- | ---- |
| 1    | CA Spora Luxembourg (P) | 33  | 22 | 16 | 1 | 5  | 61 | 38 | +23  |
| 2    | Stade Dudelange (T) (C) | 32  | 22 | 16 | 0 | 6  | 61 | 23 | +38  |
| 3    | Progrès Niedercorn      | 30  | 22 | 12 | 6 | 4  | 66 | 40 | +26  |
| 4    | Alliance Dudelange      | 29  | 22 | 12 | 5 | 5  | 51 | 41 | +10  |
| 5    | Jeunesse d'Esch         | 23  | 22 | 8  | 7 | 7  | 35 | 32 | +3   |
| 6    | Fola Esch               | 23  | 22 | 10 | 3 | 9  | 57 | 58 | -1   |
| 7    | National Schifflange    | 21  | 22 | 9  | 3 | 10 | 37 | 44 | -7   |
| 8    | Red Boys Differdange    | 20  | 22 | 8  | 4 | 10 | 33 | 39 | -6   |
| 9    | Union Luxembourg        | 19  | 22 | 7  | 5 | 10 | 42 | 44 | -2   |
| 10   | Red Star Merl-Belair    | 14  | 22 | 3  | 8 | 11 | 38 | 68 | -30  |
| 11   | Racing Rodange          | 11  | 22 | 3  | 5 | 14 | 33 | 53 | -20  |
| 12   | Chiers Rodange (P)      | 9   | 22 | 3  | 3 | 16 | 29 | 63 | -34  |

|  | Coupe d'Europe des clubs champions 1956-1957                                                 |
|  | Relégation en Division d'Honneur                                                             |
|  | (T) Tenant du titre (C) Vainqueur de la Coupe du Luxembourg (P) : Promu de deuxième division |

## Bilan de la saison
| Championnat du Luxembourg de football 1955-1956 |                                 |
| Champion                                        | CA Spora Luxembourg (10e titre) |
| Coupes et trophées                              |                                 |
| Vainqueur de la Coupe du Luxembourg 1955-1956   | Stade Dudelange                 |
| Qualifications continentales                    |                                 |
| Coupe d'Europe des clubs champions 1956-1957    | CA Spora Luxembourg             |
| Promotions et relégations                       |                                 |
| Promus en Division Nationale                    | CS Grevenmacher                 |
| Promus en Division Nationale                    | SC Tétange                      |
| Relégués en Division d'Honneur                  | Chiers Rodange                  |
| Relégués en Division d'Honneur                  | Racing Rodange                  |